# Martin Svidersky
Martin Šviderský (Vranov nad Topľou, 4 de octubre de 2002) es un futbolista eslovaco que juega como pivote en Real Murcia C. F., equipo que milita en el Grupo 2 de la Primera Federación cedido por la Unión Deportiva Almería.

## Trayectoria
Martin llega al fútbol base del Manchester United en 2018 procedente del 1. FC Tatran Prešov. Tras 4 años en el club, finaliza contrato y el 7 de julio de 2022 se oficializa su incorporación a la U. D. Almería de la Primera División de España.
El 31 de enero de 2024, firma por el Real Murcia C. F. de la Primera Federación cedido por la Unión Deportiva Almería.

## Clubes
Actualizado a 15 de agosto de 2025
| Club                  | País       | Año       |
| --------------------- | ---------- | --------- |
| Manchester United U23 | Inglaterra | 2020-2022 |
| U.D. Almería "B"      | España     | 2022-act. |
| Real Murcia (cedido)  | España     | 2025-act. |